# Rent-a-Cop
Rent-a-Cop ist eine US-amerikanische Actionkomödie aus dem Jahr 1987. Regie führte Jerry London, das Drehbuch schrieben Michael Blodgett und Dennis Shryack.

## Handlung
Ein Einsatz der Chicagoer Polizei gegen einen Drogendeal in einem Hotel wird vom Auftragskiller Dancer gestürmt. Dancer erschießt die Dealer und Polizisten und stiehlt die Drogen und das Geld aus dem Hotelzimmer. Einzig die Prostituierte Della Roberts als Augenzeugin und der Polizist Tony Church überleben das Massaker. Als er von seinem Vorgesetzten Wieser als Mittäter verdächtigt wird, quittiert Church den Dienst und arbeitet in der Folge erfolglos als Kaufhausdetektiv. Nachdem Dancer erneut versucht, sie zu töten, engagiert Della Church als Leibwächter.
Churchs früherer Partner Lemar und der Frischling Pitts werden abgestellt, Church zu observieren. Church rekonstruiert mit Dellas Hilfe den Tathergang im Hotel und über eine Polizeiakte können sie Dancer identifizieren. In Churchs Wohnung entgehen sie knapp einem weiteren Mordanschlag Dancers. Über Dellas Freundin Beth kommen sie auf die Spur von Haskell Alexander. Churchs Ermittlung bei Alexander fliegt auf und während Church und Della sich anschließend näher kommen, lässt Alexander Beth von Dancer töten.
Churchs ehemaliger Kollege Roger, der inzwischen für Alexander arbeitet, ruft Church zu einem Treffen in einer Bar. Roger bestätigt Church, dass Dancer für Alexander arbeitet und von ihm den Auftrag erhalten hat, den Deal mit der Polizei zu stürmen und alle zu töten. Während Church am Telefon von Della erfährt, dass sich Dancer oft im Golden Gargoyle Club aufhält, wird Roger in der Bar von Dancer getötet.
Della wird mit einem Abhörgerät verkabelt und sucht Dancer im Nachtclub. Sie wird von Dancer entdeckt und entführt. Über das Mikrofon kann sie Church mitteilen, dass Dancer mit ihr zu Alexander fährt. Mit der Unterstützung von Lemar und Pitts können Della und Church Dancer schließlich in einem Feuergefecht töten.

## Produktion
Der Film wurde in Chicago gedreht. Die Hotel-Szenen entstanden im Blackstone Hotel.

## Kritiken
Roger Ebert schrieb in der Chicago Sun-Times vom 29. Januar 1988, im Film kollidiere eine Beziehung mit einem Klischee, welches am Ende die Oberhand nehme. Der nach einer Formel der Polizeifilme gemachte Film sei nicht ambitioniert.
Das Lexikon des internationalen Films schrieb, der Film sei ein „Thriller mit komödiantischen Elementen“. Er setze „auf die Zugkraft seiner Hauptdarsteller“ und kümmere sich wenig „um kriminalistische Logik“. In „einigen Momenten“ sei er „allzu brutal und schießwütig“.

## Auszeichnungen
Liza Minnelli erhielt im Jahr 1989 die Goldene Himbeere. Burt Reynolds wurde für die Goldene Himbeere nominiert.

## Hintergründe
Der Film startete am 26. November 1987 in den deutschen Kinos und am 15. Januar 1988 in den Kinos der USA, in denen er ca. 295.000 US-Dollar einspielte. In Großbritannien wurde er auf Video veröffentlicht.

## Deutsche Synchronfassung
| Darsteller     | Deutscher Sprecher       | Rolle         |
| -------------- | ------------------------ | ------------- |
| Burt Reynolds  | Norbert Langer           | Tony Church   |
| Liza Minnelli  | Anita Kupsch             | Della Roberts |
| Robby Benson   | Frank Schaff             | Andrew Pitts  |
| Dionne Warwick | Barbara Ratthey          | Beth          |
| John Stanton   | Christian Rode           | Alexander     |
| Bernie Casey   | Joachim Nottke           | Lemar         |
| Richard Masur  | Engelbert von Nordhausen | Roger         |
| James Remar    | Ronald Nitschke          | Dancer        |
| John P. Ryan   | Jochen Schröder          | Wieser        |